# 訴諸動機
訴諸動機（英語：Appeal to motive），或稱誅心論、誅心之論，是訴諸人身謬誤的一種，藉由質疑提出主張者的動機，而論證或明示暗示其主張不合理。主張者背後特定的動機或利害關係只是提出論述的一種可能，未必就是提出論證的真正原因。
質疑動機並不是完全不合理的，但不能只因主張者提出某項論證就質疑主張者背後必然有某種動機，就否定該論證，就算論者真的有某種動機，也不代表論者的論證是無效的。論證的有效性和論者的提出這論述的理由是否是可接受的這兩點，是彼此獨立的，論者是否有某種不可告人的動機或利害關係，和論證本身是否有效無關。沒有私心的人提出的論證未必是真的，因為利害關係而提出的有利自己的論證也未必是假的。
一個例子是看到政治人物或知名人士在公開場合聲稱「死刑定讞就該執行」，或者政府突然執行死刑，就聲稱政府只是在挽救低迷的民調，或者在替選舉造勢，或者政治人物和知名人士是在消費受害者炒知名度，並進而明示或暗示這些人不該有如此的理論或者政府不該執行死刑等，這種質疑就有藉由犯下訴諸動機謬誤的嫌疑。
除了用論者可能的動機來否定某個論證是犯了訴諸動機的謬誤之外，因為論者可能有某種動機，就假定論者一定有某種動機，也同時是犯了訴諸可能的謬誤。

## 示例
- 「裁判判決韓國隊獲勝，但裁判也是韓國人，因此裁判的判決不可信！」

裁判判決是否成立，和裁判的國籍無關。要質疑裁判的裁決，應當從裁判本身的判決入手。
- 「你支持政府修改憲法，美國政府給了你多少錢？」

修改憲法是否合理，和支持修憲的人的身分無關。要反對修改憲法，應當從修憲案的內容本身和可能因此造成的影響入手。
- 「這個網紅支持這位政客根本是在炒知名度和民眾支持，這樣根本是消費受害者！」

一个政客是否得力，和支持他的人能因此得到多少好處無關。要反對政客，應該要拿出確實和政客相關的理由。
- 「這個女權主義者曾經就xxx行動發聲，一定是收了美國人的錢宣傳自由民主的思想！」

一個人是否支持女權主義，是否為某行動發表自己的看法，與其發聲後的收穫無關。要對某位持特定觀念的人提出批評，應該指出觀念中存在的問題，而非煽動民族主義人身攻擊。

## 外部連結
- （英文）Appeal to motive（页面存档备份，存于）